# Гвоздёв, Евгений Викторович
Евгений Викторович Гвоздёв (род. 4 февраля 1931, Харьков — 3 апреля 2015) — советский и украинский киноактёр и сценарист.

## Биография
Евгений Гвоздёв родился 4 февраля 1931 года в городе Харькове. В 1950 году окончил специальную школу Военно-воздушных сил СССР, в 1953 году — Серпуховское офицерское училище. В Вооружённых силах служил недолго.
В 1962 году окончил актёрский факультет Харьковского театрального института.
Сниматься в кино начал с 1957 года, ещё будучи студентом.
С середины 1980 годов жил в Киеве. Скончался 3 апреля 2015 года.

## Роли в кино
- 2003 — Даже не думай!
- 1986 — Исключения без правил (киноальманах) / Скрепки (новелла) — эпизод
- 1985 — Эй, на линкоре! (короткометражный)
- 1984 — Челюскинцы — Сергей Миронович Киров
- 1982 — Демидовы — эпизод
- 1980 — Овод — эпизод
- 1978 — Путь к Софии — Сердюк
- 1976 — Переходим к любви — директор завода
- 1975 — Голубой карбункул — эпизод
- 1975 — Канал — Петров
- 1975 — На ясный огонь — рабочий на митинге
- 1973 — Новоселье
- 1973 — Чёрный капитан — подпольщик Чибисов
- 1970 — Крутой горизонт — секретарь райкома
- 1970 — Хозяин — Сергей Миронович Киров
- 1970 — Назовите ураган «Марией» — Жуков
- 1969 — Сердце Бонивура — Сева Цыганков (роль озвучил актёр Павел Морозенко)
- 1968 — Живой труп — эпизод
- 1966 — Всюду есть небо — майор Василий Павлович Лукьянов, военный лётчик
- 1964 — Ракеты не должны взлететь — Скиба
- 1963 — Новеллы Красного дома — Андрей Рубан
- 1963 — Третья ракета — комбат
- 1962 — Когда разводят мосты — эпизод

## Сценарист
- Загадка пирамиды
- Меценат и канонер
- Погибший экипаж
- 1970 — Тим Талер, или Проданный смех (фильм-спектакль)
- 1987 — Три лимона для любимой.